# Louis Hendrik Potgieter
Louis Hendrik Potgieter, znany także jako Patrick Bailey (ur. 4 kwietnia 1951 w Pretorii; zm. 12 listopada 1993 w Kapsztadzie) – piosenkarz, tancerz, znany przede wszystkim jako czołowy tancerz zespołu Dschinghis Khan, który współtworzył przez pierwsze sześć lat jego istnienia. Pochodził z niemieckiej rodziny Burów w Południowej Afryce. W 1975 przybył do Europy i jako tancerz występował w teatrze w Monachium, gdzie spotkał Ralpha Siegela. Kiedy Siegel, autor wielu piosenek na Konkurs Piosenki Eurowizji, poszukiwał ludzi do swojego nowego zespołu, postanowił zaprosić Potgietera. Zespół wziął nazwę od przeboju: "Dschinghis Khan".
W popularnym klipie Moskau był ubrany w biało-czerwony strój.
Zespół Dschinghis Khan rozpadł się na przełomie lat 1985-1986, a nieco później okazało się, że Potgieter jest nosicielem wirusa HIV. Po tej diagnozie opuścił Niemcy i udał się do RPA, gdzie zajmował się prowadzeniem hotelu.
Zmarł w 1993 w wyniku komplikacji spowodowanych przez AIDS.